# آرثر راي هوكينز
آرثر راي هوكينز (بالإنجليزية: Arthur Ray Hawkins)‏ هو ضابط أمريكي، ولد في 12 ديسمبر 1922 في زافالا في الولايات المتحدة، وتوفي في 21 مارس 2004 في بينساكولا في الولايات المتحدة.